# Carl Petter Lampa
Carl Petter Lampa, ursprungligen Hudding, född 1789, död 1885, var en svensk silversmed och konsthantverkare.
Han var styvson till silversmeden Johan Henrik Lampa och Hedvig Lyonn. Han var verksam som  mästare i Stockholm. Lampa är representerad vid  Nationalmuseum och med ett par silverljusstakar och en gräddkanna vid Nordiska museet och Hallwylska museet, i Stockholm.